# 彼得里娅·托马斯
彼得里娅·安·托马斯（英語：Petria Ann Thomas，1975年8月25日—），生於新南威尔士州利斯莫尔，澳大利亚游泳运动员。曾参加1996年、2000年和2004年三届夏季奥运，共收获3枚金牌、4枚银牌和1枚铜牌。